# ドラ・ブースビー
ドラ・ブースビー（Dora Boothby, 1881年8月2日 - 1970年2月22日）は、イングランド・ミドルセックス州フィンチリー出身の女子テニス選手。フルネームは Penelope Dora Harvey Boothby （ペネロペ・ドラ・ハーベイ・ブースビー）という。ウィンブルドン選手権で1909年の女子シングルスと1913年の女子ダブルスに優勝した選手で、1908年ロンドン五輪の女子シングルス銀メダルも獲得している。彼女のライバルには、1903年から1914年にかけてウィンブルドン選手権の女子シングルスに「7勝」を挙げたドロテア・ダグラス・チェンバース（1878年 - 1960年）などがいた。

## 来歴
ドラ・ブースビーがウィンブルドン選手権に挑戦を始めたのは、1904年からであった。1908年のロンドン五輪では、テニス競技は男女シングルスと男子ダブルスの3部門が行われ、通常の屋外競技に加えて「室内競技」（オリンピック記録では“Indoor Courts”と記載）の2種類が実施された。ブースビーが女子シングルスの銀メダルを獲得したのは、通常の屋外競技である。屋外競技の女子シングルス決勝で、ブースビーはドロテア・ダグラス・チェンバースに 1-6, 5-7 で敗れて銀メダルになった。彼女は「室内競技」にもエントリーしたが、ここでは準々決勝（初戦）でアリス・グリーンに 2-6, 2-6 で敗れた。この変則的な方式の大会では、屋外競技は女子シングルス13名、室内競技は女子シングルス9名で優勝を争った。室内競技は1912年ストックホルム五輪でも実施されたが、ロンドンとストックホルムの2大会のみで廃止された。
五輪で銀メダルを獲得した年、ブースビーは初めてウィンブルドン選手権の「チャレンジ・ラウンド」（挑戦者決定戦）準決勝に勝ち上がった。その翌年、1909年の「チャレンジ・ラウンド」決勝でブースビーはアグネス・モートン（1872年 - 1952年、アガサ・モートンとも呼ばれる）と対戦した。ブースビーが 6-4, 4-6, 8-6 でモートンを破った試合は、当時の新聞で「みなぎる緊張感と、引き延ばされた長いラリーが印象的で、これまでのウィンブルドン女子シングルス決勝を通じてもストロークの変化に富んだ、より科学的な試合であった」と賞賛された。当時のウィンブルドン選手権は、無条件で決勝に出場できる大会前年優勝者と、「チャレンジ・ラウンド」の優勝者が決勝を争う「オールカマーズ・ファイナル」方式を採用していたが、1908年度の優勝者シャーロット・クーパー・ステリーが「オールカマーズ・ファイナル」に出場しなかったため、ここでブースビーのウィンブルドン初優勝が決定した。
ところが、ブースビーは1910年の「オールカマーズ・ファイナル」でドロテア・ダグラス・チェンバースに 2-6, 2-6 で敗れ、女子シングルス連覇を逃してしまう。1911年に2度目のチャレンジ・ラウンド勝者となるが、決勝ではまたもやチェンバースに敗れて2年連続の準優勝に終わり、この度は 0-6, 0-6 （試合時間22分）で惨敗した。それから2年後、1913年のウィンブルドン選手権女子ダブルス部門で、ブースビーはウィニフレッド・マクネアー（1877年 - 1954年）とペアを組み、決勝でドロテア・ダグラス・チェンバース＆シャーロット・クーパー・ステリー組と対戦した。相手チームが 6-4, 4-2 のリードを奪いながらも途中棄権したため、ブースビー＆マクネアー組が優勝した。ウィンブルドン選手権の女子ダブルス部門は、1913年から選手権の公式競技（Full Championship Event）になり、ブースビーとマクネアーは女子ダブルスの第1回公式競技優勝者になった。
ドラ・ブースビーは1914年にA・C・ジーンと結婚し、1970年2月22日にロンドン・ハンマースミスにて88歳で逝去した。